# In 80 Tagen um die Welt (Zeichentrickserie)
In 80 Tagen um die Welt (englisch Around the World in Eighty Days) ist eine australische Zeichentrickserie, die auf Jules Vernes Roman Reise um die Erde in 80 Tagen basiert. NBC strahlte die Zeichentrickserie 1972 und 1973 aus, 1974 wurde sie in Deutschland gezeigt. Es handelt sich um die erste in Australien produzierte Serie, die in den USA im Fernsehen lief.

## Handlung
Um eine Wette zu gewinnen und Lord Mazes Zustimmung zur Heirat mit seiner Nichte Belinda zu erhalten, begeben sich der findige Phileas Fogg und sein treuer französischer Diener Jean Passepartout auf eine 80-tägige Reise um die Welt. Zusätzlich wetten sie um 20.000 Pfund. Auf der Reise, bei der sie auch von Passepartouts Affen Toto begleitet werden, nutzen sie alle ihnen zur Verfügung stehenden Fortbewegungsmittel und erzählen von den geografischen Besonderheiten ihrer Stationen. Sie werden behindert vom heimtückischen Mr. Fix, den Maze angeheuert hat. Dennoch können die beiden die Reise abschließen und Fogg gewinnt die Hand seiner Geliebten.

## Produktion und Veröffentlichung
Die Serie entstand bei Air Programs International in Australien. Regie führte Leif Gram nach einem Drehbuch von Chester Stover. Die Geschichte orientiert sich nur lose an der Vorlage von Jules Verne, so wurde sowohl der Grund der Reise zu einer Liebesgeschichte als auch der Grund der Behinderungen von einem Polizisten, der Fogg für einen Verbrecher hält, zu einem Saboteur geändert. Als Produzent war Walter J. Hucker verantwortlich, die Musik komponierte John Sangster und für den Schnitt war Eddy Graham zuständig. Die künstlerische Leitung lag bei Chris Cuddington.
Die 16 Folgen wurden vom 9. September 1972 bis zum 1. September 1973 von NBC in den USA und Australien gezeigt. Ab dem 28. November 1974 folgte die Ausstrahlung der deutschen Fassung beim ZDF, die am 27. Februar 1975 abgeschlossen wurde. In den 1990er Jahren gab es Wiederholungen bei Kabel 1. Die Zeichentrickserie wurde außerdem in den Niederlanden und der Sowjetunion gezeigt. Auf DVD erschien sie in den USA und Russland.

## Synchronisation
| Rolle             | Stimme          |
| ----------------- | --------------- |
| Phileas Fogg      | Alistair Duncan |
| Jean Passepartout | Ross Higgins    |
| Mr. Fix           | Max Osbiston    |
| Belinda Maze      | Janet Waldo     |
| Lord Maze         | Owen Weingott   |